# Momoland
Momoland byla jihokorejská dívčí skupina, zformovaná hudebním vydavatelstvím MLD Entertainment (dříve Duble Kick Company) prostřednictvím reality show Finding Momoland v roce 2016. Vítězky show – Hyebin, Yeonwoo, Jane, Nayun, JooE, Ahin, a Nancy – byly prvními členkami skupiny. Jejich první mini-album, Welcome to Momoland, bylo vydáno 10. listopadu 2016. V roce 2017 se ke skupině připojily Daisy a Taeha. Taeha a Yeonwoo však skupinu v roce 2019 opustily, následovány v roce 2020 Daisy.
V roce 2023 se skupina rozpadla.

## Diskografie
- Chiri Chiri (2019)

## Filmografie
- Finding Momoland (Mnet, 2016)
- The Liar and His Lover (2016)
- Momoland's Saipan Land (MBC Every 1, 2018)

## Galerie

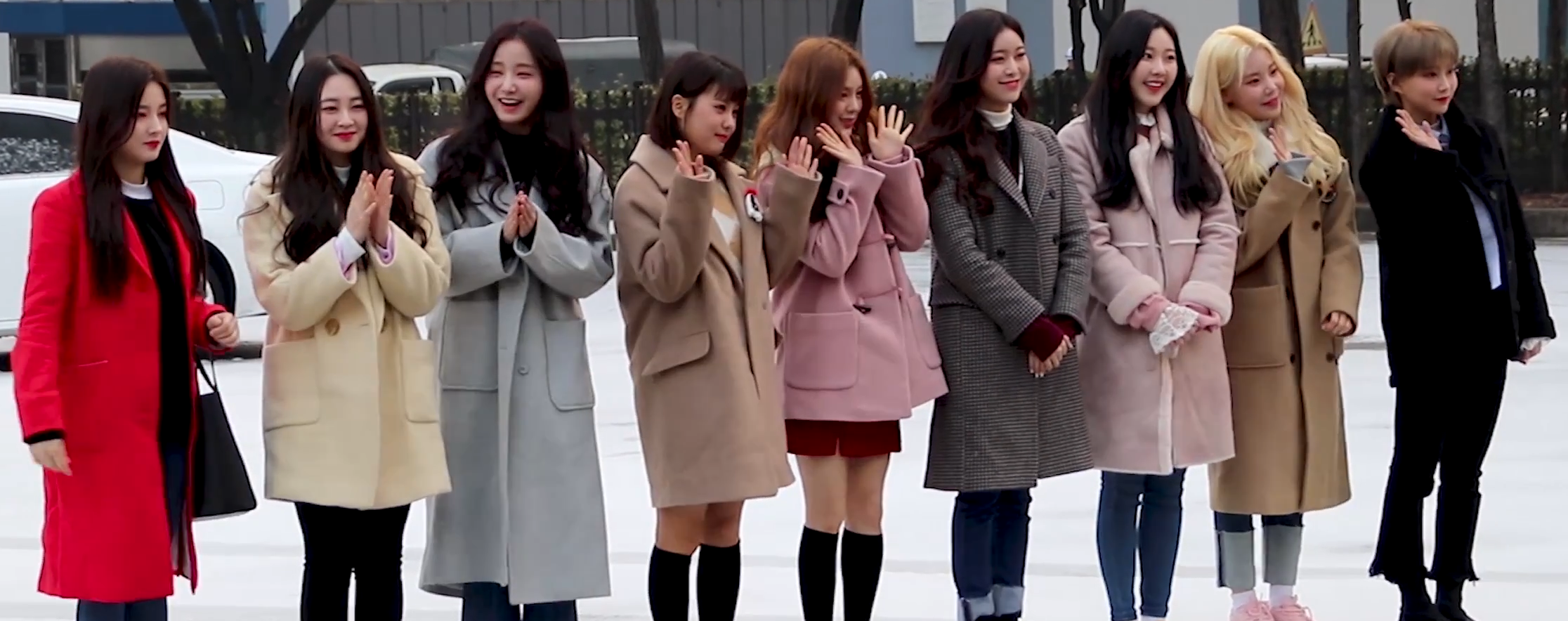
Momoland na KBS Music Bank, 23. února 2018